# 嚴錦榮
嚴錦榮（?—?）广东人，天津北洋大学堂法科毕业，清朝及中华民国法学家。

## 生平
严锦荣早年留学美国，在卜技利大学学习法政（王建祖、章宗元、嵇岑孙也曾在卜技利大学学习法政。另说严锦荣入读的是“美国法政大学”）。1905年，严锦荣自哥伦比亚大学获得博士学位， 其论文题为《第十四修正案下的公民和个人权力》（Rights of Citizens and Persons under the Fourteenth A mendment ）。归国后，他曾任宪政编查馆编制局副科员。